# Мартаза
Мартаза (рум. Lacul Martaza) — маленька солона лагуна з групи Тузловських лиманів. Загальна площа лагуни — 50 га. Знаходиться на північ від лиману Шагани, в районі села Рибальське (стара назва села — Мартаза), Татарбунарського району Одеської області. Відмежена від лиману Шагани піщаною косою.
Лиман входить до складу Національного природного парку «Тузловські лимани».